# Erba (Italia)
Erba (Erba in dialetto brianzolo, AFI: /ˈɛrba/; in passato anche Inscén, AFI: /iŋˈʃeŋ/) è un comune italiano di 16 260 abitanti della provincia di Como in Lombardia.

## Geografia fisica
(Cesare Cantù, Milano e il suo territorio, vol. 2, p. 478)
Il paese sorge ai piedi delle Prealpi lombarde a 320 m s.l.m., in Brianza, ed è situato nell'omonimo Piano d'Erba.
È attraversato dal torrente Bova e dal fiume Lambro. Include nel suo territorio parte delle sponde del lago di Pusiano e del lago di Alserio.

## Storia

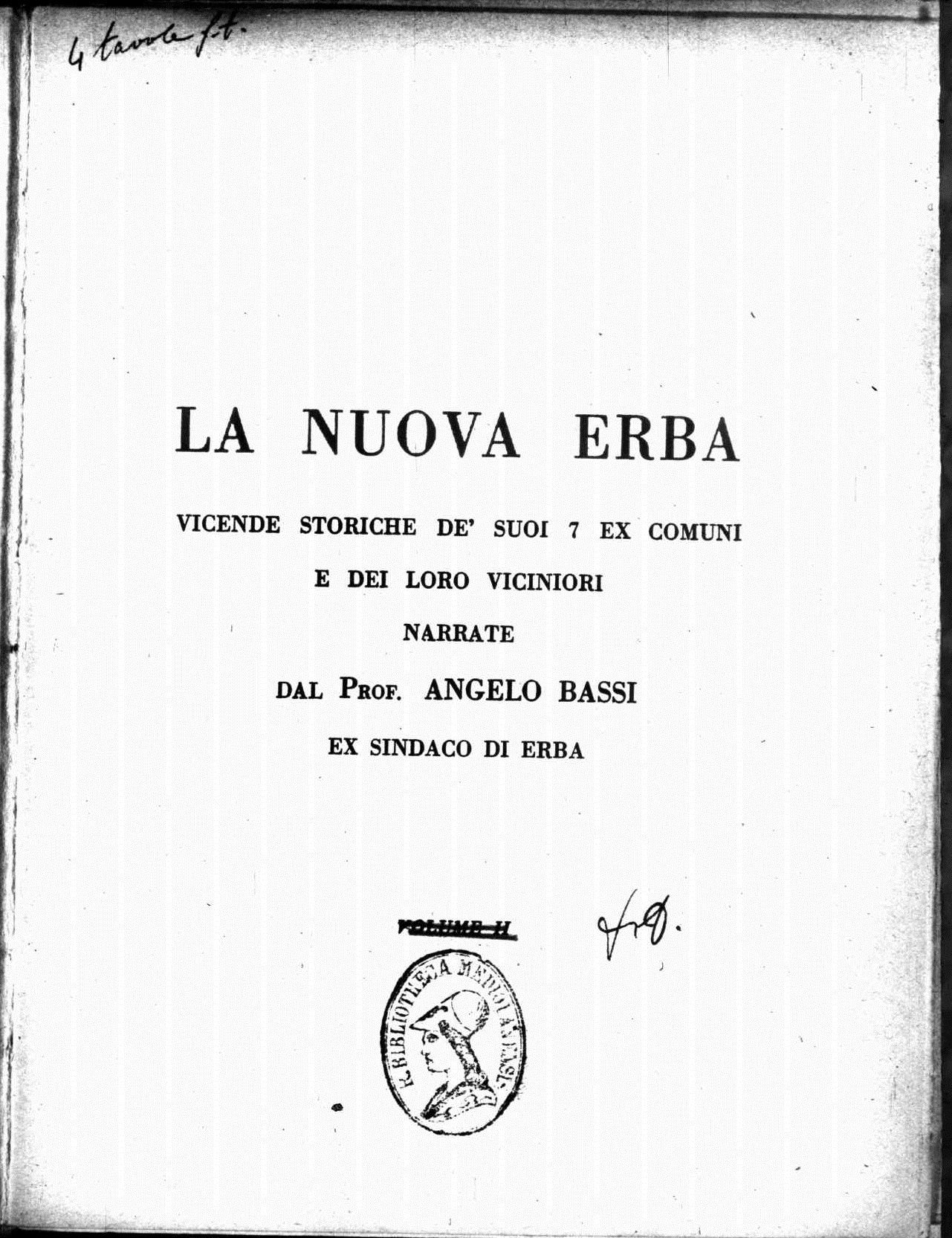
Angelo Bassi (sindaco di Erba), La nuova Erba, 1933

L'origine dei vari borghi che in seguito diedero vita ad Erba è piuttosto antica. Il luogo venne infatti abitato in epoche precedenti a quella romana; vi si sarebbero alternati gli Orobi, i Liguri ed i Celti, ma soprattutto i secondi lasciarono tracce delle proprie abitudini. Il ritrovamento di alcuni utensili in selce presso il Buco del Piombo lascia pensare che la zona fosse già abitata dall'uomo attorno al 30000 a.C.
Del periodo romano è noto che da Herba, nome latino di Erba, passavano sia la via Mediolanum-Bellasium, la quale metteva in comunicazione Milano con Bellagio, sia la strada che da Aquileia, passando per Como, conduceva in Rezia. Alla stessa epoca risalgono tre necropoli rinvenute nel borgo di Incino, alcune epigrafi ed are votive all'interno del campanile di Sant'Eufemia e un tratto di acquedotto venuto alla luce a Crevenna. Tuttavia non è ancora oggi chiaro se il territorio di Erba corrispondesse effettivamente al centro di Licini Forum, menzionato da Plinio il Giovane tra gli abitati degli Orobi.
Nel periodo carolingio, i castelli di Erba vengono menzionati tra i baluardi difensivi contro le invasioni degli Ungari.
Durante le lotte tra i comuni e l'Impero, gli abitanti di Erba si schierarono dalla parte di Milano, ottenendone la cittadinanza nel 1160.
Dal Duecento al Cinquecento il territorio dell'odierno comune di Erba costituì parte della signoria dei Visconti prima e degli Sforza poi, con questi ultimi che lo concessero in feudo dapprima ai Dal Verme (1441 o 1411) e poi ai Fregoso. Successivamente, l'erbese rientrò tra le conquiste del Medeghino.
Dal 1647 Erba e tutta la pieve di Incino divennero feudo degli Archinto, i quali vi mantennero i propri diritti feudali fino al decreto napoleonico del 1797.
Sotto Maria Teresa d'Austria il territorio erbese fu interessato da un'opera di bonifica delle campagne.
Nell'Ottocento il governo di Napoleone Bonaparte varò una prima esperienza d'unione con Incino e Crevenna durata però solo sette anni, venendo annullata dagli austriaci nel 1816. Durante il periodo asburgico la zona fu un importante centro di villeggiatura della Brianza, come testimoniano numerose ville patrizie, tuttora esistenti. Fu frequentata anche dalla famiglia reale d'Italia (grazie alla presenza di un ippodromo, detto dell'Eupilì, gestito dal conte Emilio Turati amico privato del re) in particolare da re Umberto I, dalla regina Margherita e l'allora principe ereditario Vittorio Emanuele; dopo l'omicidio di Umberto I, avvenuto a Monza la sera del 29 luglio 1900, i Savoia non si presentarono più a Erba.
Il comune attuale è il risultato della multipla fusione avvenuta in più tappe: nel 1906 con Incino prendendo per ventun anni il nome di Erba Incino, nel 1927 con Buccinigo, Crevenna e Cassina Mariaga tornando al nome di Erba, nel 1928 con Arcellasco e Parravicino operando però una rettifica di confine a favore di Merone trasferendo a questo la frazione di Pontenovo, per concludersi nel 1935 con un'altra modifica confinaria stavolta a vantaggio di Albavilla, alla quale furono trasferite le frazioni di Molena e Ferrera.
Negli anni della seconda guerra mondiale, tra il 1940 e il 1943, furono internati a Erba 26 profughi ebrei (inclusi famiglie con bambini), provenienti da Lubiana. Dopo l'8 settembre 1943, con l'occupazione tedesca, il gruppo immediatamente si dette alla fuga. La maggior parte trovarono rifugio in Svizzera, ma alcuni si diressero invece verso Sud incontro all'esercito alleato. Alla fine tutti gli internati riuscirono a salvarsi. Fu invece arrestata ad Erba il 2 dicembre 1943 un'anziana coppia di ebrei italiani originari di Ancona, i coniugi Portaleone, deportati alla morte ad Auschwitz.
Durante il conflitto Erba venne bombardata per due volte, l'obiettivo erano i depositi di carburante tedeschi collocati nella periferia sud del paese in prossimità della linea ferroviaria, in località Sassonia. Il 30 settembre 1944 alle ore 14:26 dodici aerei B-26 Marauder arrivarono sorvolando il monte Palanzone per iniziare il bombardamento con bombe Mk-4 da 100 Libbre (circa 45 chilogrammi), per un errore di puntamento lo sgancio anticipato degli ordigni causò solo la distruzione di edifici civili. Il secondo bombardamento avvenne domenica 1º ottobre 1944 alle ore 13:24, diciotto aerei B-26 seguendo la rotta della precedente incursione, sganciarono le bombe centrando e distruggendo il bersaglio ma causando ancora vittime tra la popolazione civile. Stime non confermate parlano di 77 civili uccisi, per la maggior parte donne e bambini.

### Simboli
Lo stemma civico della città di Erba nella sua forma attuale ha origine dall'unione dei due comuni di Erba e Incino avvenuta nel 1906 ed è ancora privo di un documento ufficiale di concessione.
Il gonfalone è un drappo di verde.

## Monumenti e luoghi d'interesse

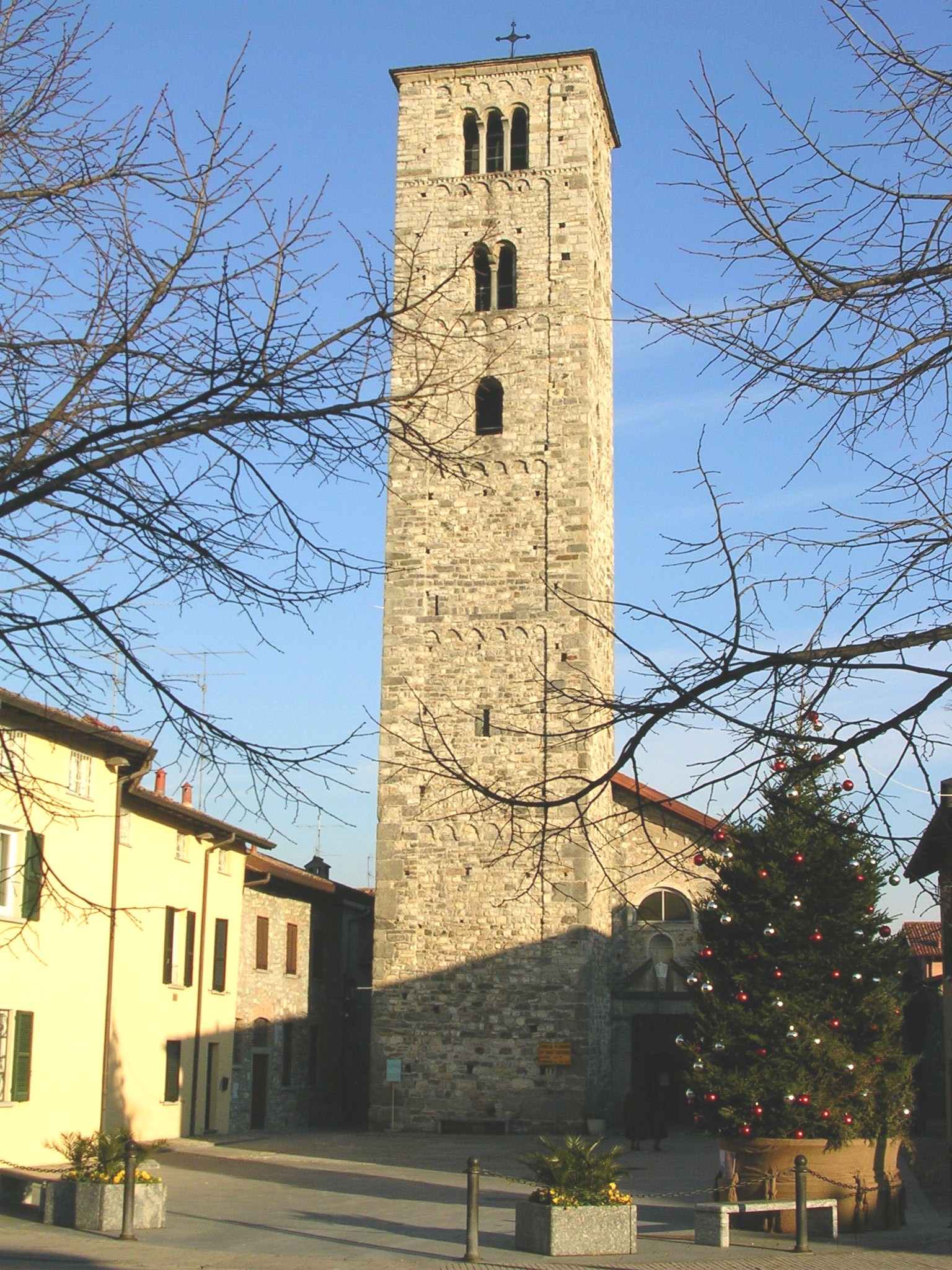
Chiesa di Sant'Eufemia

### [20]

#### Chiese
- Chiesa di Sant'Eufemia, romanica, con il campanile risalente alla fine dell'XI secolo[21].
- Chiesa di Santa Maria Nascente, dal 1584 sede della pieve di Incino,[22][23] riadattata a parrocchiale nel 1580[11] e ristrutturata a partire dal XVIII secolo[24].
- Eremo San Salvatore, già attestato nel 1536,[25] contenente un affresco attribuito a Michelino da Besozzo (1390)[26]. L'eremo ospita la sepoltura di Giuseppe Lazzati.[27]
- Palazzo Chiesa Molinari con annessa cappella, riadattati dall'architetto Simone Cantoni di Muggio.
- Chiesa di Santa Maria Assunta di Casiglio (1842-1846)[28] con il monumento funebre del vescovo Beltramino, opera pregevole di metà Trecento scolpita dal maestro campionese[29] Giovanni da Campione.
- Chiesa di santa Maria degli Angioli, unico resto dell'ex convento francescano tardoquattrocentesco.[30] Al Cinquecento risalgono, all'interno della chiesa, un grande affresco di una Crocifissione e un grande altare ligneo, quest'ultimo abbellito da quattro statuette dei Dottori della Chiesa databili al secolo successivo.[30] Sull'area dell'ex convento Leopoldo Pollack costruì tra la fine del Settecento e l'inizio dell'Ottocento, Villa Amalia.

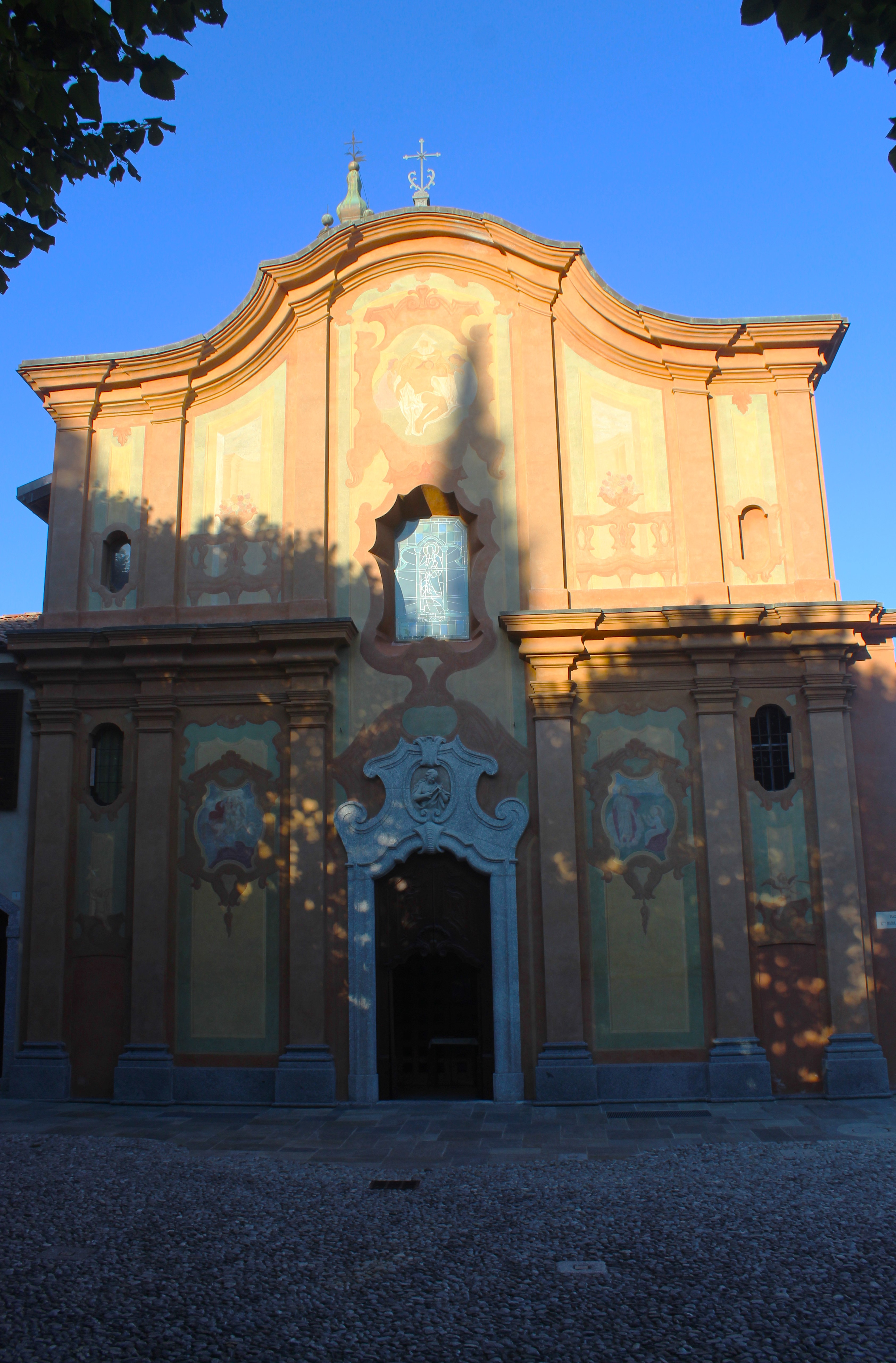
Chiesa di Santa Maria Maddalena

- Chiesa di Santa Maria Maddalena (1490)[31]
- Chiesa dei Santi Pietro e Paolo (XVIII secolo)[32]
- Chiesa di San Maurizio (1741-1744)[33]

- Chiesa di Santa Marta (1844)[34]
- Chiesa di Santa Gemma[35]
- Chiesa di San Cassiano[36]
- Chiesa di San Rocco a Morchiuso[37]

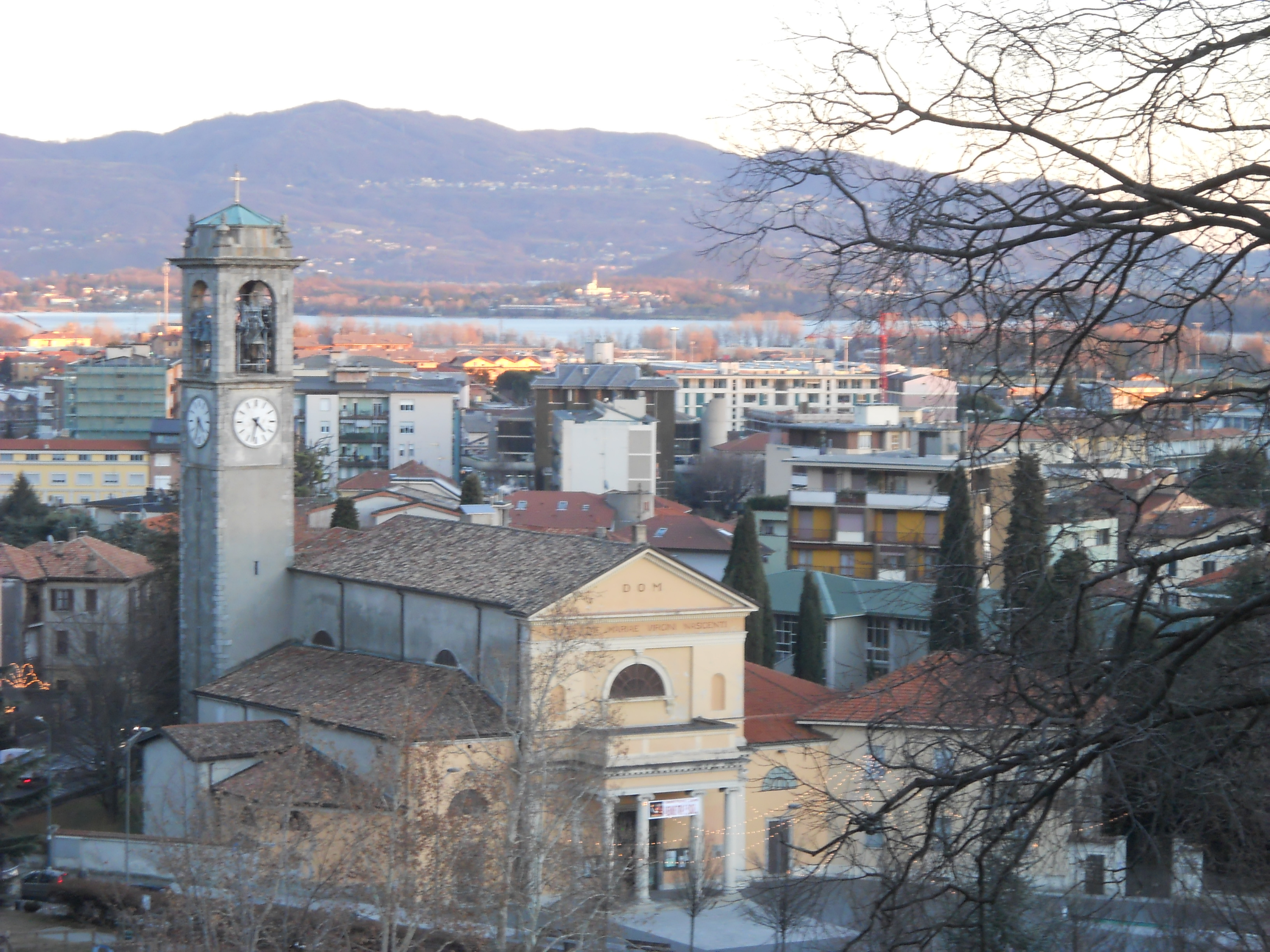
Chiesa di Santa Maria Nascente

- Chiesa di San Giorgio (XVIII secolo)[38]

#### Piccoli oratori
- Oratorio di San Bernardino ad Arcellasco (1450)[39], con affreschi quattrocenteschi[40]
- Oratorio di San Pietro a Buccinigo dove, a seguito di restauri sono venuti alla luce una Crocifissione affrescata del 1513 (o 1512[29]) firmata Andrea de Magistris[29] ed un affresco della metà del Trecento, raffigurante un vescovo
- Oratorio di San Bartolomeo, edificio romanico inserito nel complesso di Villa Lado di Parravicino,[41] oratorio rifatto nel 1920 sulla base di una precedente chiesa del tardo Duecento.[42]
- Oratorio di San Bernardino a Pomerio (1539-1542)[43]
- Oratorio di Sant'Antonio a Campolongo (1720)[44]
- Oratorio di San Pietro (XII secolo)[45]
- Oratorio dei Magi (1509)[46]
- Oratorio di Sant'Ambrogio a Bindella (XV secolo),[47] chiesetta ristrutturata dal comune di Cassina Mariaga nel primo Ottocento[48] ma che conserva ancora oggi elementi architettonici di età medievale:[49] una monofora romanica, una monofora gotica lacerti di affreschi databili tra il XV e il XVI secolo.[48] Già parrocchiale, attorno al 1517 la chiesa fu ridotta alle dipendenze della parrocchia di Brugora di Arcellasco.[48] Agli inizi del secolo successivo risale la tela della pala d'altare, raffigurante una Incoronazione della Madonna col Bambino e sant'Ambrogio.[48] L'opera, attribuita a Guglielmo Caccia, è incorniciata in un telaio in legno intagliato, sormontato da una statua di Sant'Ambrogio.[48] Dal 1838, un'altra statua dello stesso santo si trova in una nicchia all'esterno dell'oratorio[50]

### Architetture civili e militari

#### Castelli e resti di strutture medievali
Tra le architetture civili e militari di origine medievale tutt'oggi visibili sul territorio erbese si trovano i resti del castello di Villincino e del fortino del Buco del piombo, nonché tre strutture legate alla casata dei Parravicini, vale a dire: 
- la torre pendente di Villa Lado (già Belgioioso), residuo del vecchio castello di Parravicino[51][52], torre originariamente costruita nell'XI secolo[29]; e
- i castelli di Casiglio e Pomerio, la storia dei quali è intrecciata a quella del cardinale Beltramino Parravicini.

Da segnalare anche la torre di Buccinigo, anch'essa di epoca medievale, situata al numero 8 di via Corti.
Non vi sono invece più tracce del castello di Erba, sui cui ultimi resti sono stati eretti i torrioni di Villa Valaperta (inizio XX secolo). Già proprietà della casata ghibellina dei Di Herba, il castello fu espugnato da Cassone Della Torre nel 1278. Nel 1404, il castello di Erba costituì la prigione di Franchino e Ottone Rusca, catturati dal capitano visconteo Giovanni da Carcano.
Scomparso è anche il cosiddetto "Castel Nuovo", costruito nel 1351 dalla famiglia Parravicini, sulla base del quale fu costruita l'attuale Villa Majnoni d'Intignano.

#### Villa Amalia

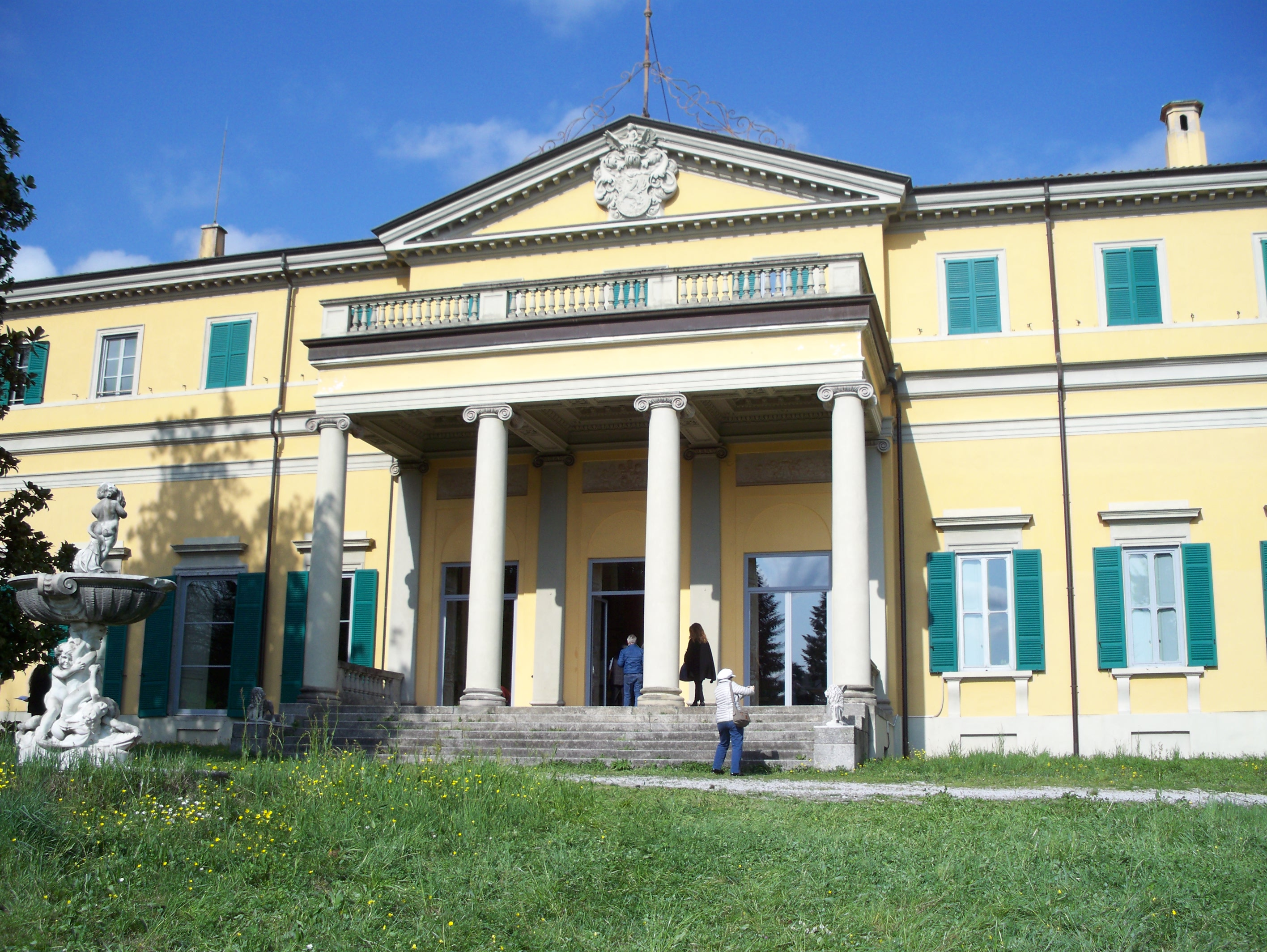
Villa Amalia

Villa Amalia, in stile neoclassico, fu realizzata nel 1801 dall'architetto Leopoldo Pollack. L'edificio fu costruito sui resti di un convento di frati minori riformati, intitolato a Santa Maria degli Angeli. Risalente al 1488, il convento soppresso fu dai decreti napoleonici e acquistato nel 1798 dal milanese Rocco Marliani, committente dei lavori di trasformazione in villa e marito di Amalia (dalla quale derivò il nome attuale). Questi ultimi lavori, iniziati nel 1799, comportarono, tra l'altro, la realizzazione di un atrio dotato di cinque colonne con capitelli ionici. Memoria del passato conventuale fu ripreso nella realizzazione del cortile d'onore sul retro della villa.
Gli interventi del Pollack comportarono inoltre una serie di interventi al giardino, attraversato dal cosiddetto "Lambroncino" (un ruscello, canalizzato dallo stesso architetto).
Dopo vari passaggi di mano, la villa divenne proprietà di Massimiliano Giovanni Stampa di Soncino, committente di un'importante ristrutturazione in stile neogotico dalla quale furono risparmiati solamente gli esterni della villa, il Salone dell'Aurora e il cosiddetto "portico della Cappuccina" che conduce dal cortile al parco. Alla ristrutturazione presero parte i pittori Domenico Borri, Francesco Piana, Ignazio Manzoni e Luigi Scrosati, con quest'ultimo che curò anche la realizzazione degli arredi. Gli stucchi neorococò e i colori pastello della sala da pranzo e dei salotti sono invece il risultato di un successivo intervento di fine Ottocento.
Villa Amalia ha ospitato Giuseppe Parini (un busto del quale fu collocato nel parco), Vincenzo Monti (che la definì «d'attico gusto eccelsa mole») e Ugo Foscolo.
Nel 1962 divenne un bene della Provincia di Como e successivamente divenne la sede del Liceo Carlo Porta.
Internamente, la villa ospita il Salone dell'Aurora, il cui nome deriva dall'omonimo affresco di Giuseppe Bossi (1805) che adorna il soffitto della stanza. Nel parco ideato dal Pollack trova posto una cappella dedicata a sant'Antonio abate, dotata di altare maggiore del XVIII secolo e abside neogotico. Nell'oratorio della villa, che già faceva parte del precedente convento, trovano posto un pulpito marmoreo tardoquattrocentesco e una serie di affreschi databili al XVI secolo.

#### Villa Majnoni

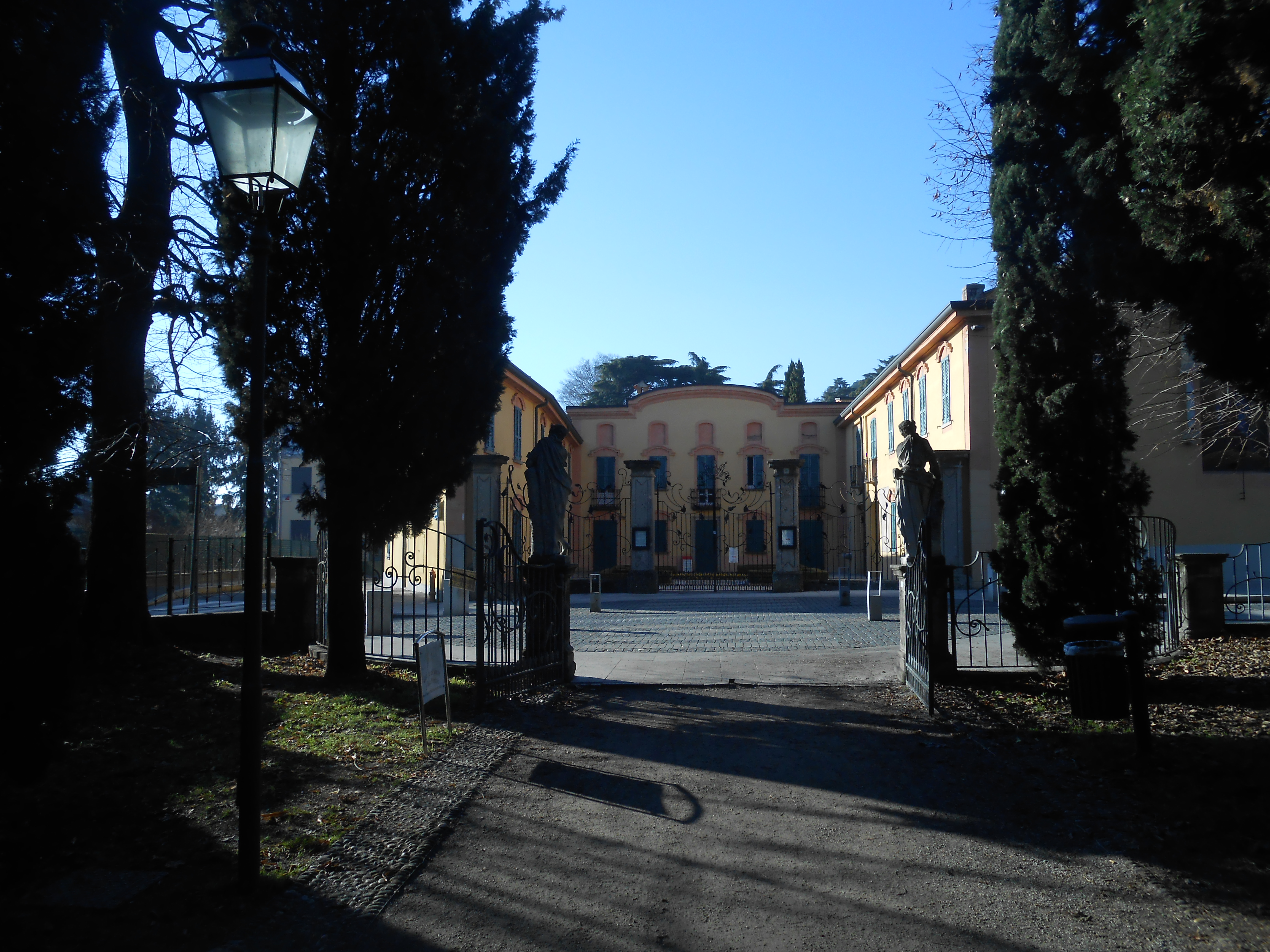
Villa Majnoni

Attualmente sede del Comune, Villa Majnoni è dotata di un parco ricco di essenze arboree di particolare pregio.
La villa venne edificata sulla base di un preesistente edificio medievale, detto "Castel Nuovo", costruito nel 1351 dalla famiglia Parravicini.
Già proprietà del canonico Carlo Antonio Prina (XVIII secolo), successivamente passò dapprima nelle mani dei Lainati e poi in quelle dei Majnoni d'Intignano. A uno di questi ultimi, l'architetto reale Achille, si deve la ristrutturazione in stile neobarocco, avvenuta sul finire del XIX secolo.
Da Umberto I, Achille Majnoni ricevette in dono un piccolo tempio barocco — allora situato presso la Villa Reale di Monza — che fu posto all'interno del parco.
Il viale alberato che conduce alla villa ospita una serie di statue provenienti dal Veneto, collocate in sostituzione di precedenti sculture andate perse nel corso del tempo, così come lo fu una torretta panoramica che guardava sulla piazza.

#### Villa Ceriani

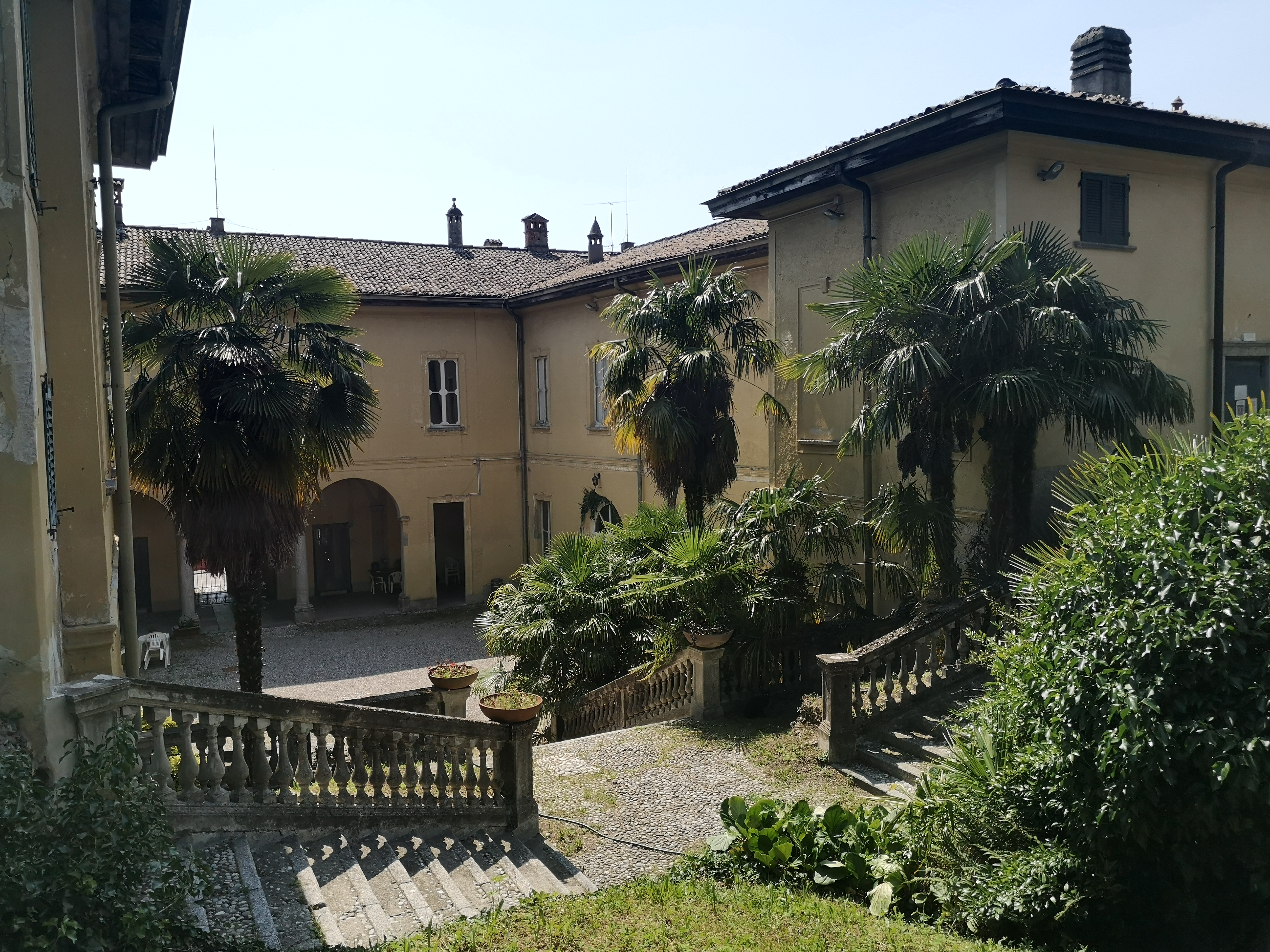
Villa Ceriani

Villa Ceriani, ottocentesca, oggi sede del Museo civico. Tra i più importanti reperti conservati sono da segnalare una spada longobarda con impugnatura argentea e due massi avelli di epoca tardo romana.

#### Villa Candiani
Realizzata negli anni ottanta dell'Ottocento lungo la vecchia strada provinciale Como-Lecco, Villa Candiani è un edificio neoromanico il cui aspetto è contraddistinto dalla presenza di elementi in cotto lombardo.

#### Ville di Parravicino

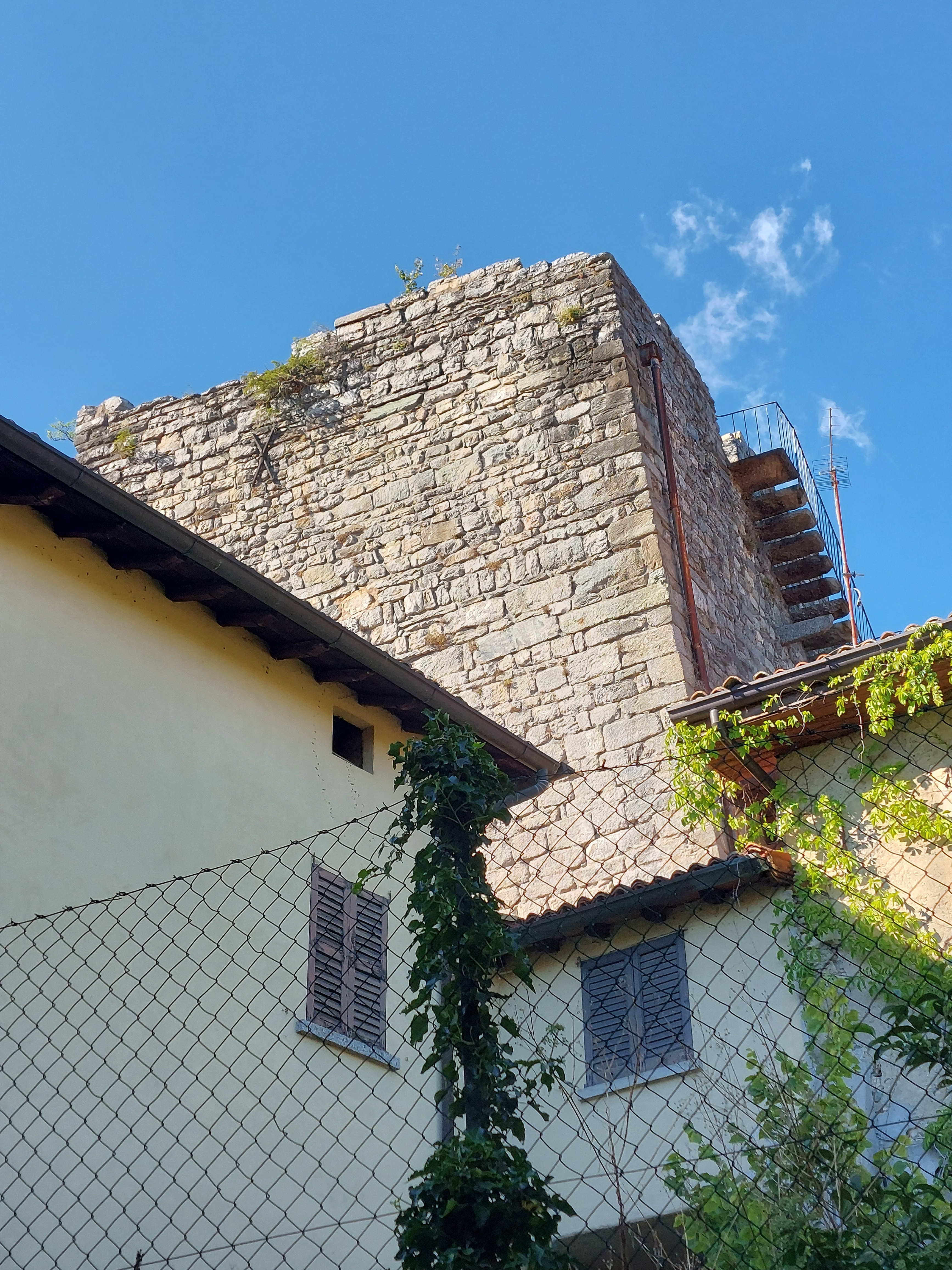
La torre pendente di Villa Lado

A Parravicino si trovano le seguenti ville.
- Villa Parravicini-Sossnovsky[51], nota anche come villa Parravicino[66], fu costruita sul finire del XVI secolo,[67] sulla base di un precedente edificio medievale della famiglia Parravicino. Rielaborata e ampliata nel corso secoli successivi, sul finire dell'Ottocento venne dotata di un giardino all'inglese.[67]
- Villa Lado già Belgioioso (prima metà del XIX secolo)[68] edificio comprensivo di una torre originariamente costruita nell'XI secolo. Alla base della torre trova posto un masso avello della tarda antichità[29].
- Villa Coletti[69]
- Villa Gariboldi Vittadini[70]
- VIlla Majnoni (post 1840)[71]
- Villa Corti[72] (a Pomerio)[29]
- Villa Elena (a Casiglio)[29]

#### Ville di Crevenna
- VIlla Fontana Genolini, già sede comunale di Crevenna[26] (ante 1450[73]), rielaborata da Giacomo Moraglia.[26]
- Villa San Giuseppe, a Crevenna, dotata di torretta e collocata in un parco comprensivo di un tempietto.[74]

#### Altre ville
- Villa Biffi[75]
- Villa Chiesa Molinari (XVI secolo)[76]
- Villa Clerici (inizio XX secolo)[77]
- Villa Elisa[78]
- Villa Gavazzi già Jacini (XVIII secolo)[79]
- Villa Mambretti ex Vidiserti (XVI secolo)[80]
- Villa Nava (XVIII secolo)[81]
- Villa Padre Monti[82]
- Villa Torricella (XIX secolo), nell'omonima località[83]

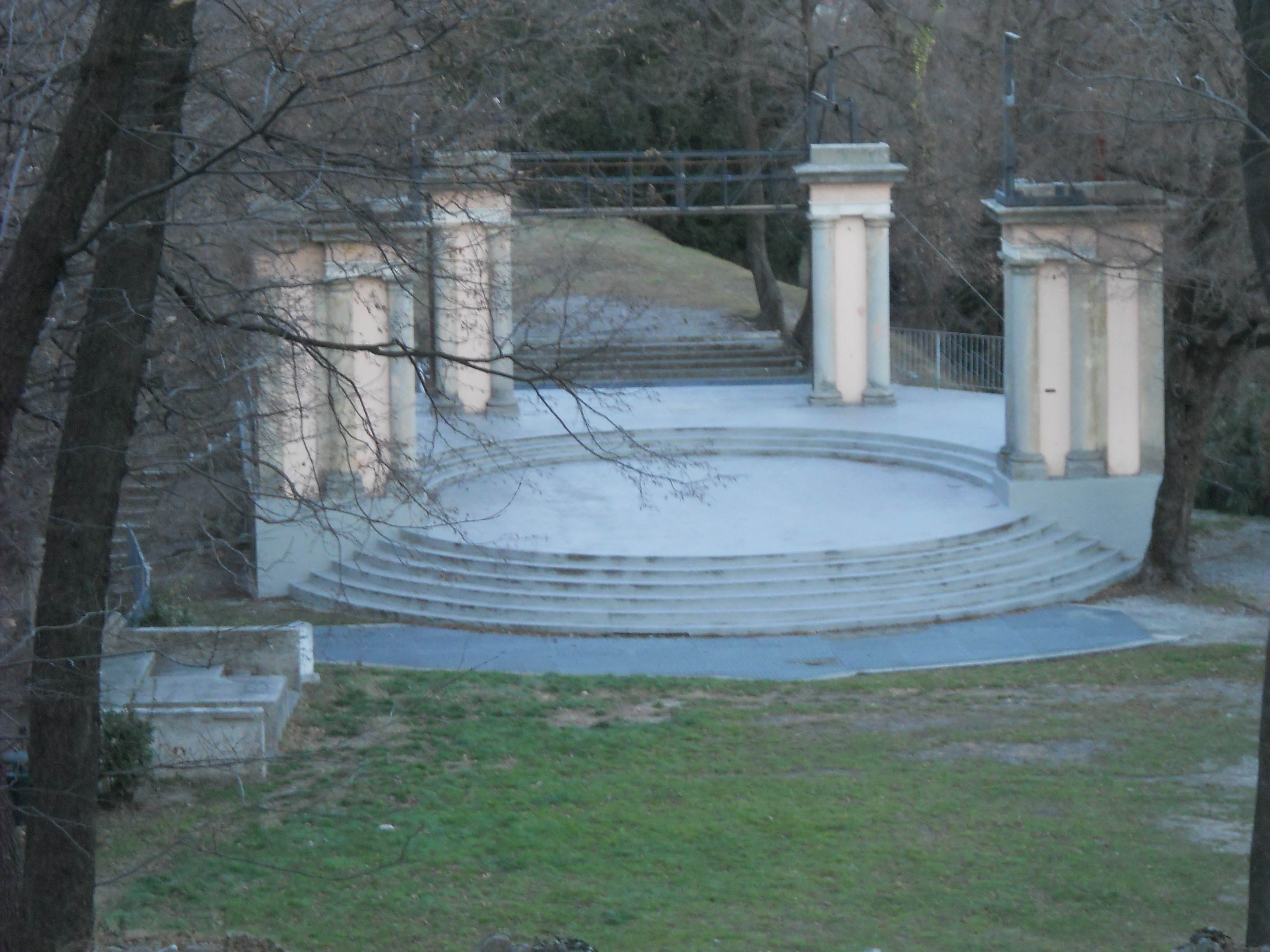
Teatro all'aperto Licinium

- Villa Tre Faggi[84]
- Villa Vaccari[85]
- Villa Verampio (1842)[86]
- Villa Virginia[87]

#### Altro
- Teatro all'aperto "Licinium" (1926[26]-1928[88][6]), dotato di due palchi,[6] progettato da Alberto Airoldi[26] assieme al fratello[6].
- Monumento ai caduti della prima guerra mondiale di Giuseppe Terragni[26] (1930 circa)[89]
- Portico del Mercato,[10][90] realizzato tra il 1827 e il 1828 dall'ingegner Paolo Corti di Pomerio[60]Monumento ai caduti della prima guerra mondiale

- Casa Rivolta di Villincino[91]
- Casa Busti Carpani di Villincino[92]
- Casa Carpani (XIV-XVI secolo)[93]

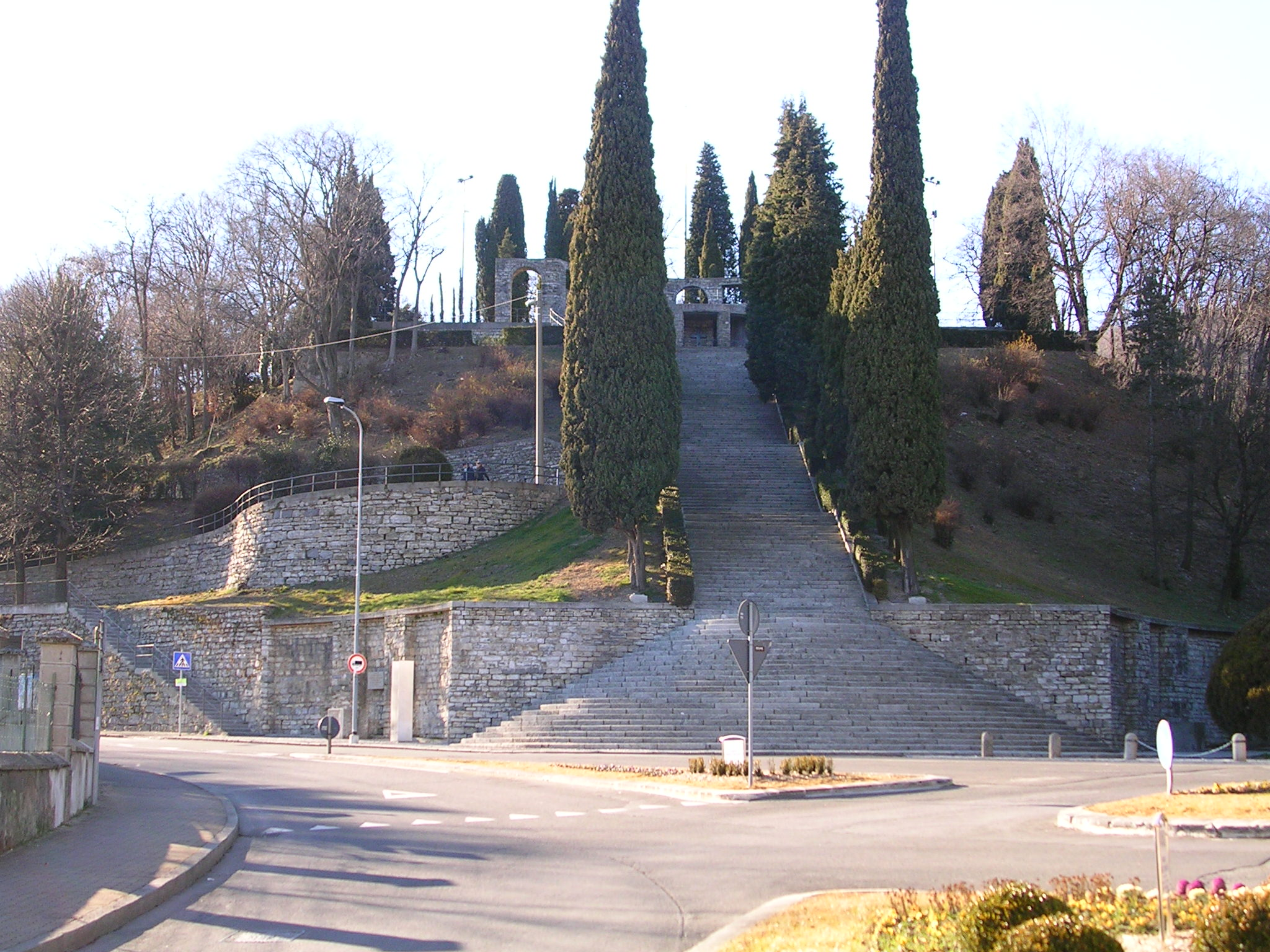
Monumento ai caduti della prima guerra mondiale

- Complesso di casa Cesa Bianchi a Bindella[94]
- Cascina il Coso[95]
- Complesso dell'Istituto Cristo Re[96]
- Opificio Zappa[97]

### Aree naturali
Da un punto di vista naturalistico, oltre che storico, va segnalata la grotta Buco del piombo, uno dei siti paleolitici più importanti della Lombardia. Ne sono testimonianza numerosi reperti litici (schegge di selce usate da cacciatori nomadi) nonché resti dell'Ursus spelaeus. Da non dimenticare le propaggini prealpine del Triangolo Lariano, che fanno da sfondo ad Erba e dalle quali si gode una meravigliosa vista sulla Brianza. Diversi sentieri portano verso le vette dei monti Bollettone (o Bolettone), del Bolletto (detto anche Boletto o Boleto) e del Panigas, dai quali si gode di ottima vista su tutta la Brianza.

### Parchi
Nel territorio comunale è stata istituita la Riserva naturale Valle Bova.

## Società

### Evoluzione demografica
- 690 nel 1751
- 1 200 nel 1771
- 1 299 nel 1799
- 2 123 nel 1809 dopo l'annessione di Crevenna ed Incino
- 1 562 nel 1853
- 1 589 nel 1859
- 1 676 nel 1861
- 1 717 nel 1881
- 2 016 nel 1901
- 4 572 nel 1911 dopo l'annessione di Incino
- 8 537 nel 1931 dopo l'annessione di Buccinigo, Cassina Mariaga, Crevenna, Arcellasco e Parravicino
- 8 745 nel 1936

Abitanti censiti

### Etnie e minoranze straniere
Gli stranieri residenti nel comune sono 1 512, ovvero l'8,9% della popolazione. Di seguito sono riportati i gruppi più consistenti:
1. Romania, 225
2. Siria, 151
3. Marocco, 147
4. Senegal, 139
5. Albania, 92
6. Tunisia, 78
7. Turchia, 66
8. Ucraina, 53
9. Cina, 36
10. Algeria, 35

### Tradizioni e folclore
- Festa di Santa Maria Nascente: festa patronale che si celebra l'8 settembre nella chiesa omonima
- Sagra del Masigott: storica sagra del quartiere di Incino. Si svolge principalmente presso la piazza del Mercato (attigua a piazza Sant'Eufemia dove ha sede l'omonima plebe) il sabato e la domenica della terza settimana del mese di ottobre. La sagra ricorda storicamente lo spostamento della sede della Pieve d'Incino dalla chiesa di Sant'Eufemia alla chiesa di Santa Maria Nascente per volontà di san Carlo Borromeo, in quanto la chiesa romanica era soggetta alle periodiche esondazioni del torrente Lambrone. Durante i giorni di festa si può usufruire di un servizio ristorante con specialità locali, spettacoli e diversi eventi sportivi (come la famosa Cuccagna) e culturali. Inoltre, dal 2013, è stata ripresa la tradizione (ormai abbandonata da vent'anni) del "Masigottino" presso la vicina piazza Rovere il lunedì successivo
- Festa di Sant'Antonio

## Cultura

### Istruzione

#### Scuole
Erba è sede di diversi istituti di istruzione secondaria a servizio della cittadina, della Valassina e dell'Alta Brianza erbese.
Elementari e Medie
- Istituto "Cesare Battisti", scuola primaria statale
- Istituto "San Vincenzo, scuola paritaria cattolica primaria e secondaria
- Scuola primaria di Buccinigo, scuola primaria statale
- Scuola primaria di Crevenna, scuola primaria statale
- Scuola primaria di Arcellasco, scuola primaria statale
- Scuola secondaria "Giancarlo Puecher", scuola secondaria statale

#### Istituti tecnici e professionali
- I.S.I.S. "G.D. Romagnosi"
- Istituto "Alessandro Manzoni", parificato
- ENFAPI Formazione Regionale

#### Licei
- Liceo Scientifico e Scienze applicate "Galileo Galilei", statale
- Liceo Linguistico, Economico Sociale e delle Scienze Umane "Carlo Porta", statale

#### Musei
- Civico Museo archeologico di Erba, situato a Villa Fontana Genolini[26]
- Museo "Buco del piombo"

### Media
- Nel tardo autunno del 2006 Erba balzò improvvisamente agli interessi dei giornali e delle televisioni italiane e non, per via di un fatto di cronaca nera avvenuto l'11 dicembre: la cosiddetta Strage di Erba.

### Stampa
- La Provincia, quotidiano della Provincia di Como con varie sezioni dedicate alla città di Erba e al suo territorio
- Il Giornale di Erba, settimanale cittadino
- Il Dieci, free press della città di Erba e dell'Alta Brianza

#### Radio
- Radio Maria: nel quartiere Incino è situata la redazione centrale e buona parte degli studi di messa in onda di questo network di ispirazione cattolica nato proprio nel comune di Erba e poi cresciuto sino a coprire tutto il territorio italiano e a proliferare con redazioni in lingua locale in numerosi paesi del mondo. Il direttore è padre Livio Fanzaga.
- Radio Mater: sito nel quartiere Arcellasco, questo network cattolico presenta diverse analogie con Radio Maria, benché abbia una più limitata copertura del territorio italiano e internazionale.

#### Televisione
- Televallassina, storica emittente televisiva dell'Alta Brianza erbese

### Teatri
- Cineteatro Excelsior
- Teatro Licinium

### Musei
Museo civico archeologico di Erba, inizialmente ospitato presso Villa Majoni (1961) ma dal 1977 collocato nella villa comunale di Crevenna. Al suo interno conserva reperti che spaziano dal Paleolitico inferiore al Medioevo, oltre a una sala di oggetti di arte egizia e un'ala dedicata al Risorgimento e alle due guerre mondiali.

### Poli fieristici
- Situato nei pressi del quartiere residenziale Canavé Lariofiere rappresenta il polo fieristico di riferimento delle provincie di Como e di Lecco. È composto da 14500 m² di spazi espositivi divisi in tre padiglioni e da un'ampia area congressi strutturata in diverse sale[102].

## Infrastrutture e trasporti

### Strade
Erba è interessata dal percorso della strada statale 639 dei Laghi di Pusiano e di Garlate, direttrice principale che penetra nel territorio sud di Erba e permette il collegamento rapido dei comuni dell'Erbese con il centro cittadino e le funzioni commerciali localizzate lungo l'asse stradale.

### Ferrovie e tranvie

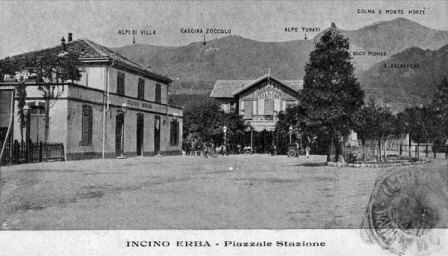
Cartolina raffigurante le due stazioni soppresse

Dal 1879 il territorio cittadino è collegato a Milano via treno. La stazione di Erba, sita nel quartiere Incino, è servita da treni regionali svolti da Trenord nell'ambito del contratto di servizio stipulato con la Regione Lombardia lungo la ferrovia Milano-Asso.
Nel 1912 la città divenne inoltre capolinea della tranvia Como-Erba la cui stazione terminale sorgeva nelle adiacenze di quella ferroviaria, denominata Erba-Incino, soppressa con la costruzione della tratta Erba-Asso. Nel 1928 la tranvia fu prolungata, fino a Lecco, rimanendo in esercizio fino al 1955.

### Mobilità urbana
I collegamenti urbani e interurbani sono costituiti da autolinee svolte da ASF Autolinee

### Aeroporti
L'Eliporto di Erba, sito all'interno del Parco Lambrone, garantisce servizi di elisoccorso al territorio cittadino, dell'Alta Brianza e dei territori provinciali di Como e Lecco.

## Amministrazione
| Periodo        | Periodo        | Primo cittadino  | Partito                                                                                             | Carica  | Note    |
| -------------- | -------------- | ---------------- | --------------------------------------------------------------------------------------------------- | ------- | ------- |
| 23 aprile 1995 | 13 giugno 1999 | Filippo Pozzoli  | Lega Nord                                                                                           | sindaco | [ 104 ] |
| 13 giugno 1999 | 27 maggio 2002 | Filippo Pozzoli  | Lega Nord                                                                                           | sindaco | [ 105 ] |
| 27 maggio 2002 | 28 maggio 2007 | Enrico Ghioni    | lista civica di centro-sinistra                                                                     | sindaco | [ 106 ] |
| 28 maggio 2007 | 7 maggio 2012  | Marcella Tili    | lista civica di centro-destra                                                                       | sindaco | [ 107 ] |
| 7 maggio 2012  | 11 giugno 2017 | Marcella Tili    | Il Popolo della Libertà Forza Italia - Lista Civica "Il buonsenso Erba" -                           | sindaco | [ 108 ] |
| 11 giugno 2017 | 13 giugno 2022 | Veronica Airoldi | Forza Italia Lega Nord lista civica "Veronica Airoldi Sindaco" - Lista civica "Il buonsenso Erba" - | sindaco |         |
| 13 giugno 2022 | in carica      | Mauro Caprani    | Forza Italia Lega Nord Fratelli d'Italia - Il Buonsenso Erba - Erba Primaditutto                    | sindaco |         |

### Gemellaggi
- Cortale[109]
- Fellbach[110]
- Tain-l'Hermitage[110]
- Tournon-sur-Rhône[110]